# Sya socken
Sya socken i Östergötland ingick i Vifolka härad, ingår sedan 1971 i Mjölby kommun och motsvarar från 2016 Sya distrikt.
Socknens areal är 16,70 kvadratkilometer, varav 16,05 land. År 2000 fanns här 519 invånare. Tätorten  Sya med sockenkyrkan Sya kyrka ligger i socknen. 

## Administrativ historik
Sya socken har medeltida ursprung.
Vid kommunreformen 1862 övergick socknens ansvar för de kyrkliga frågorna till Sya församling och för de borgerliga frågorna till Sya landskommun. Landskommunen inkorporerades 1952 i Vifolka landskommun och ingår sedan 1971 i Mjölby kommun.  Församlingen uppgick 2010 i Veta församling som 2018 uppgick i Vifolka församling.
1 januari 2016 inrättades distriktet Sya, med samma omfattning som församlingen hade 1999/2000.  
Socknen har tillhört samma fögderier och domsagor som Vifolka härad.  De indelta soldaterna tillhörde  Första livgrenadjärregementet, Stångebro kompani och Andra livgrenadjärregementet, Vifolka kompani.

## Geografi
Sya socken ligger öster om Mjölby och söder om Svartån. Socknen är en slättbygd på Östgötaslätten med kuperad skogsmark i söder.

## Fornlämningar
Kända från socknen är fyra gravfält och två kilometer av stensträngar från järnåldern.

## Namnet
Namnet (1411, Sya) kommer från kyrkbyn. Sya har troligen varit ett ånamn. Ett mindre vattendrag rinner vid kyrkan ut i Svartån.

### Fotnoter
1. 1 2  Svensk Uppslagsbok andra upplagan 1947–1955: Sya socken
2. 1 2  Harlén, Hans; Harlén Eivy (2003). Sverige från A till Ö: geografisk-historisk uppslagsbok. Stockholm: Kommentus. Libris 9337075. ISBN 91-7345-139-8
3. ↑  ”Församlingar”. Statistiska centralbyrån. https://www.scb.se/hitta-statistik/regional-statistik-och-kartor/regionala-indelningar/forsamlingar/. Läst 30 december 2022.
4. ↑  Administrativ historik för Sya socken (Klicka på församlingsposten). Källa: Nationella arkivdatabasen, Riksarkivet.
5. 1 2  Sjögren, Otto (1931). Sverige geografisk beskrivning del 2 Östergötlands, Jönköpings, Kronobergs, Kalmar och Gotlands län. Stockholm: Wahlström & Widstrand. Libris 9939
6. 1 2  Nationalencyklopedin
7. ↑  Fornlämningar, Statens historiska museum: Sya socken
8. ↑  Fornminnesregistret, Riksantikvarieämbetet: Sya socken Fornminnen i socknen erhålls på kartan genom att skriva in sockennamn (utan "socken") i "Ange geografiskt område"
9. ↑  Mats Wahlberg, red (2003). Svenskt ortnamnslexikon. Uppsala: Institutet för språk och folkminnen. Libris 8998039. ISBN 91-7229-020-X. https://isof.diva-portal.org/smash/get/diva2:1175717/FULLTEXT02.pdf